# Sybra albolineata
Sybra albolineata là một loài bọ cánh cứng trong họ Cerambycidae.